# 7259 Ґетерсберґ
7259 Ґетерсберґ (7259 Gaithersburg) — астероїд головного поясу, відкритий 6 березня 1994 року.
Тіссеранів параметр щодо Юпітера — 3,342.